# Prasinocyma pratti
Prasinocyma pratti là một loài bướm đêm trong họ Geometridae.